# Алижанов, Жасур
Жасур Алижанов (анг: Jasur Alijanov, родился 12 мая 1988 г.) - узбекский тренер по смешанным боевым искусством, бывший профессиональный боксер, кикбоксер в полулегком весе, мастер спорта по кик-боксингу и универсальному бою

## Биография
Алижанов родился 12 мая 1988 года в Ташкенте, Узбекистане. В 12 лет начал заниматься кикбоксингом и боксом. В 2008 году дебютировал в профессиональном боксе. Его первая профессиональная победа была 5 мая 2008 года над Абдуманапом Кучкаровым. После 8 боев ему пришлось завершить карьеру из-за травмы

## Тренерская деятельность
После завершения своей профессиональной карьеры он начал профессиональную тренерскую карьеру в Кик Боксинге и ММА (Смешанные боевые искусства). Сразу после своей активной карьеры он начал новую карьеру в Бойцовском клубе Легион, где тренировал,  Махмуда Мурадова (боец UFC) и Темурова Рамазана